# کسنیا پرواک
 کسنیا پرواک (روسی: Ксения Юрьевна Первак؛ زادهٔ ۲۷ مهٔ ۱۹۹۱) یک تنیس‌باز اهل روسیه است.